# Sojuela
Sojuela és un municipi de la Rioja, a la regió de la Rioja Mitjana, situat a 14 km de Logronyo, que té una població de 166 habitants (2007). En aquest terme municipal es troba el Club de Golf de Sojuela o Moncalvillo Green Club.

## Història
El 1044, Garcia IV Sanxes III de Navarra donà les viles de Medrano i Sojuela al monestir de San Julián de Sojuela, lloc on s'han trobat sepultures medievals. Va ser una de les set viles de Campo per privilegi de la reina Estefania de Nájera. Fins a 1811, quan es va portar a terme l'abolició dels senyorius, va pertànyer als marquesos de Villacampa. Va formar part de la província de Burgos i més tard a la de Sòria fins a la creació de la província de Logronyo el 30 de novembre de 1833.